# Кеннеді Сен-П'єрр
Кеннеді Сен-П'єрр (фр. Kennedy St Pierre; 23 жовтня 1992) — маврикійський боксер, чемпіон Африканських ігор серед аматорів.

## Аматорська кар'єра
На Іграх Співдружності 2010 переміг Фреда Еванса (Уельс) і Кітленда Кінга (Сент-Вінсент і Гренадини) та програв у чвертьфіналі Карлу Гілду (Багамські Острови).
2011 року став чемпіоном Африки і Африканських ігор. На чемпіонаті світу 2011 програв в першому бою.
На чемпіонатів світу 2013 програв у першому бою Авні Їлдириму (Туреччина).
На Іграх Співдружності 2014 завоював срібну медаль, після трьох перемог програвши у фіналі Девіду Н'їка (Нова Зеландія).
З жовтня 2014 року виступав у новоствореній професійній боксерській лізі AIBA Pro Boxing (APB).
2015 року став чемпіоном Африканських ігор вдруге.
На Олімпійських іграх 2016 переміг Шуаїба Булудінат (Алжир) і програв Василю Левіту (Казахстан).